# Villas (Florida)
Villas es un lugar designado por el censo ubicado en Lee en el estado estadounidense de Florida. En el Censo de 2010 tenía una población de 11.569 habitantes y una densidad poblacional de 919,86 personas por km².

## Geografía
Villas se encuentra ubicado en las coordenadas 26°33′2″N 81°52′4″O / 26.55056, -81.86778. Según la Oficina del Censo de los Estados Unidos, Villas tiene una superficie total de 12.58 km², de la cual 12.04 km² corresponden a tierra firme y (4.26%) 0.54 km² es agua.

## Demografía
Según el censo de 2010, había 11.569 personas residiendo en Villas. La densidad de población era de 919,86 hab./km². De los 11.569 habitantes, Villas estaba compuesto por el 88.12% blancos, el 4.17% eran afroamericanos, el 0.16% eran amerindios, el 1.46% eran asiáticos, el 0.11% eran isleños del Pacífico, el 3.9% eran de otras razas y el 2.08% pertenecían a dos o más razas. Del total de la población el 13.1% eran hispanos o latinos de cualquier raza.